# San Juan, La Union
San Juan là một đô thị hạng 3 ở tỉnh La Union, Philippines. Theo điều tra dân số năm 2015, đô thị này có dân số 37.188 người trong.

## Các đơn vị hành chính
San Juan được chia ra 41 barangay.
| - Allangigan - Aludaid - Bacsayan - Balballosa - Bambanay - Bugbugcao - Caarusipan - Cabaroan - Cabugnayan - Cacapian - Caculangan - Calincamasan - Casilagan - Catdongan | - Dangdangla - Dasay - Dinanum - Duplas - Guinguinabang - Ili Norte - Ili Sur - Legleg - Lubing - Nadsaag - Nagsabaran - Naguirangan - Naguituban - Nagyubuyuban | - Oaquing - Pacpacac - Pagdildilan - Panicsican - Quidem - San Felipe - Santa Rosa - Santo Rosario - Saracat - Sinapangan - Taboc - Talogtog - Urbiztondo |